# تولتیتلان د ماریانو اسکوبدو

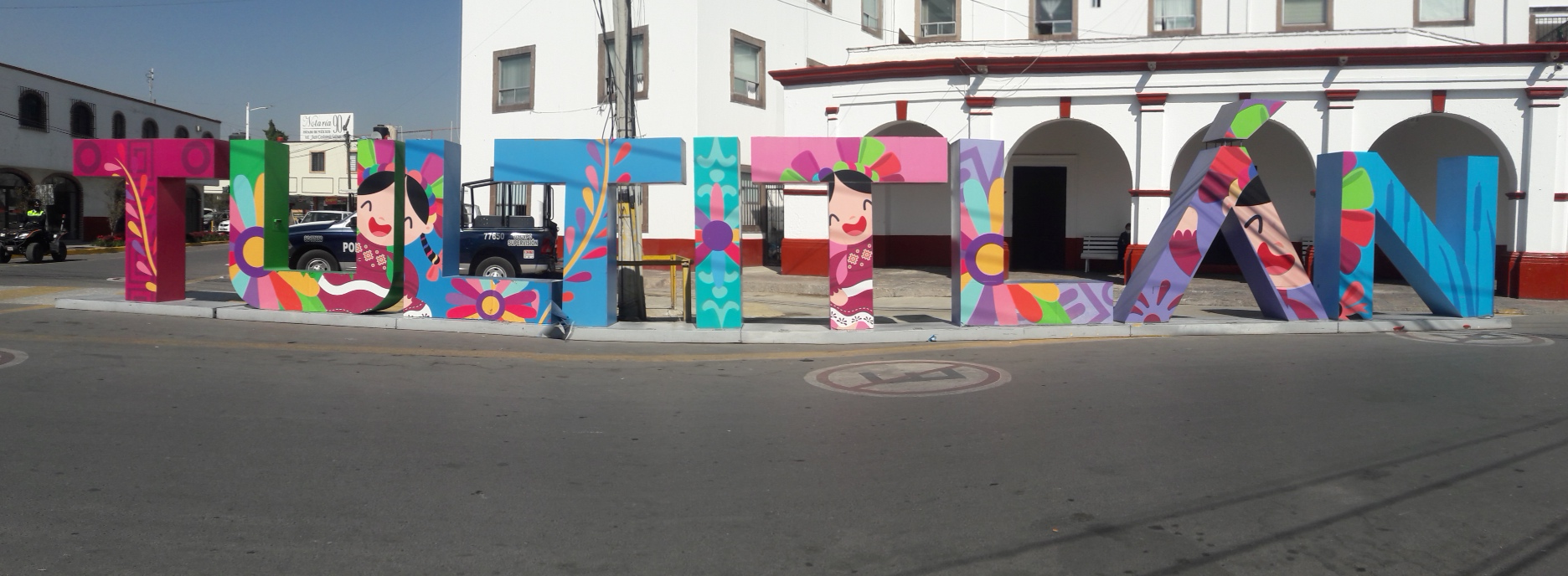
نمای سازه‌ٔ نام شهر تولتیتلان (Tultitlán) در مکزیک - ۲۰۲۱

تولتیتلان (به اسپانیایی: Tultitlán) از شهرهای کشور مکزیک است که در ایالت استادو د مخیکو قرار دارد و جمعیت آن طبق سرشماری سال ۲۰۱۰ میلادی ۵۲۴۰۷۴ نفر بوده است.